# Moorheide (Biotoptyp)

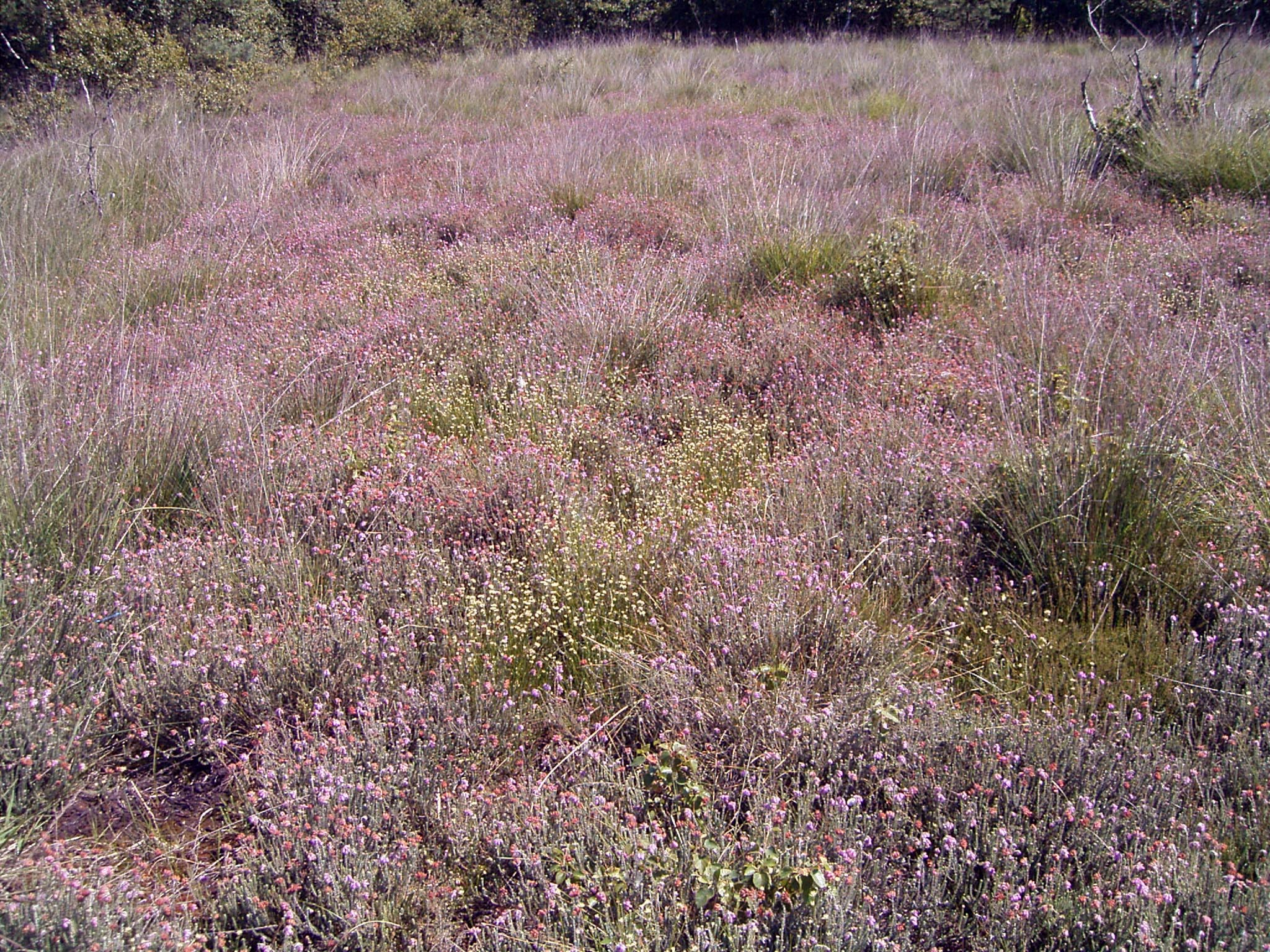
Glocken-Heide (Erica tetralix) in einer Moorheide auf einem teilentwässerten Regenmoorrest in Nordwestdeutschland mit Weißem Schnabelried (Rhynchospora alba)

Moorheiden sind von Zwergsträuchern (Chamaephyten) der Familie der Heidekrautgewächse (Ericaceae) geprägte Folgegesellschaften  auf sauren, nährstoffarmen, (wechsel-)nassen Torfböden teilentwässerter Hochmoore (Degenerationsstadien). Kennzeichnendes Merkmal dieses Biotops ist das rosafarbene Erscheinungsbild zu den verschiedenen Blütezeiten der Heidekrautgewächse. In feuchteren Bereichen dominiert die überwiegend subatlantisch verbreitete Glocken-Heide (Erica tetralix), in trockeneren die Besenheide (Calluna vulgaris).

## Vorkommen

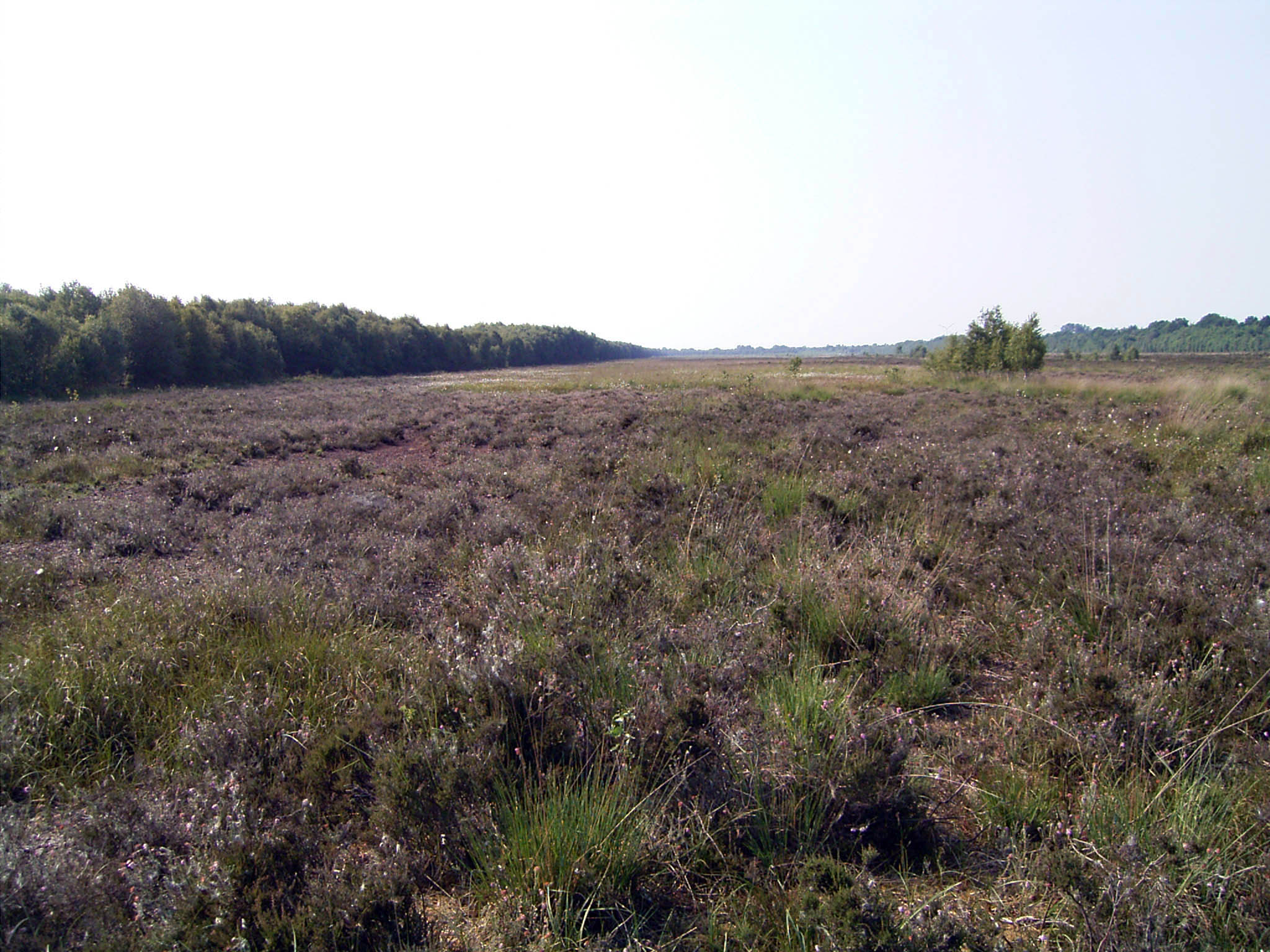
Moorheide nach Torfabbau in feuchten Senken mit Schmalblättrigem Wollgras und Weißem Schnabelried, in trockensten Bereichen auch mit Besenheide (Calluna vulgaris)

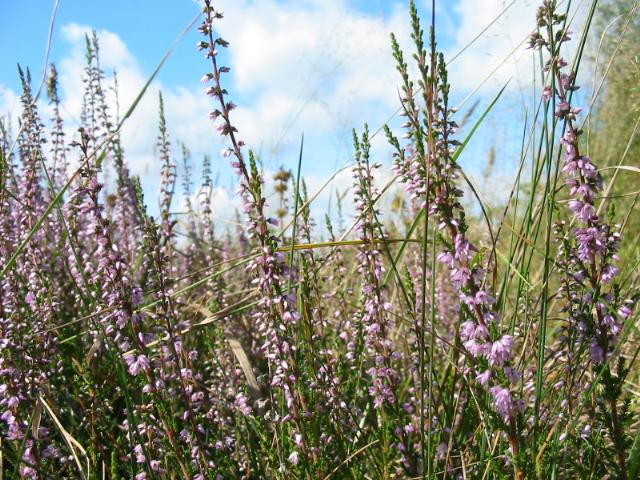
Besenheide (Calluna vulgaris)

Moorheiden sind eine Folgegesellschaft gestörter Regenmoor-Komplexe. Ihr Verbreitungsgebiet deckt sich weitgehend mit der Verbreitung torfmoosreicher Regenmoore. In Mitteleuropa sind Moorheiden vor allem in Nordwestdeutschland und im Alpenvorland verbreitet.

## Entstehung
Moorheiden entstehen durch die Austrocknung von Regen- und Sauer-Zwischenmooren, zumeist durch Entwässerungen. Sie sind überwiegend anthropogenen Ursprungs. Bereits bei geringfügiger Absenkung des mooreigenen Wasserspiegels werden Zwergsträucher und weitere typische Pflanzen der Bulte (Bult-Schlenken-Komplexe) begünstigt. Der zeitweise Luftzutritt an der Oberfläche der Moorböden lässt den Torf mineralisieren und den Torfkörper zusammensacken. Es tritt eine Nährstoffanreicherung und eine Erhöhung des pH-Wertes der ursprünglich sauren und nährstoffarmen Torfe ein.

## Flora und Vegetation
Die kennzeichnende Pflanzengesellschaft ist die Glockenheide-Gesellschaft (Ericetum tetralicis) innerhalb der Ordnung der Nordwesteuropäischen Heidemoore (Sphagno-Ericetalia). Die Gesellschaften beschreiben trockenere Abschnitte der Hochmoore und stellen ein Übergangsstadium zwischen der Hochmoor-Bultgesellschaft (Oxycocco-Sphagnetea) und den Birkenmoorwäldern (Betuletum pubescentis) dar. Zu den dominanten Pflanzenarten gehören die Besenheide (Calluna vulgaris) und die Glocken-Heide (Erica tetralix), seltener auch die Schwarze Krähenbeere (Empetrum nigrum).
Weitere kennzeichnende Pflanzenarten sind die Deutsche Rasenbinse (Trichophorum cespitosum subsp. germanicum), das Weiche Torfmoos (Sphagnum molle), Sphagnum compactum, Gelbe Moorlilie (Narthecium ossifragum), Sphagnum tenellum, Schmalblättriges Wollgras (Eriophorum angustifolium), Scheiden-Wollgras (Eriophorum vaginatum), Blaues Pfeifengras (Molinia caerulea), Gewöhnliche Moor-Birke (Betula pubescens) und Hänge-Birke (Betula pendula). Stete Begleiter sind andere Heidekrautgewächse wie Rausch- und Heidelbeere (Vaccinium uliginosum, V. myrtillus), Preiselbeere (Vaccinium vitis-idea), seltener die Gewöhnliche Moosbeere (Vaccinium oxycoccos).

## Tierwelt
An die Stelle hochmoortypischer Tiere können Heidearten treten. Bei zunehmender Trockenheit wandern wärmeliebende Tierarten wie Kreuzotter (Vipera berus), Waldeidechse (Lacerta vivipara) und Buntbäuchiger Grashüpfer (Omocestus ventralis) ein. Moorheiden sind ferner Lebensraum etlicher an Heidekrautgewächse gebundene Arten wie der Heideblattkäfer (Lochmaea suturalis), der ausschließlich an der Besenheide lebt.
Moorheiden sind für die typische Lebewelt der Hochmoore von geringer Bedeutung. Reste der ursprünglichen Moorflora und -fauna können sich aber in feuchten Senken halten. Im Verbund mit weniger degradierten Hochmoorbereichen sind sie wichtig als Brutplatz für den Großen Brachvogel (Numenius arquata), Goldregenpfeifer (Pluvialis apricaria), Bruchwasserläufer (Tringa glareola), Birkhuhn (Lyrurus tetrix), Sumpfohreule (Asio flammeus) und Wiesenweihe (Circus pygargus).

## Gefährdung und Schutz

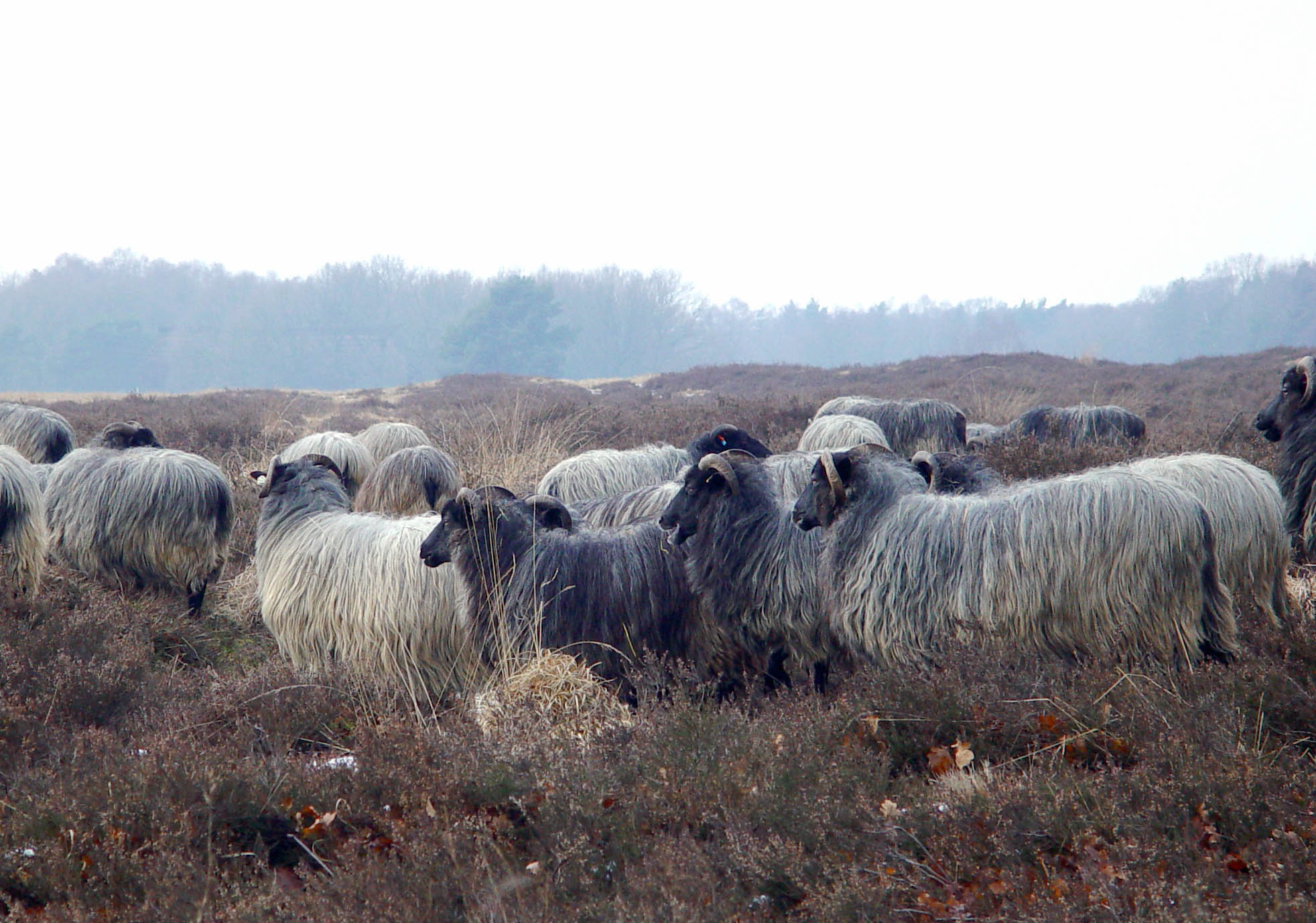
Heidschnucken

Moorheiden sind bei fehlender Nutzung von Verbuschung und Bewaldung bedroht. Ferner werden Moorheiden als Grünland oder Acker in Kultur genommen. Moorheiden können durch Entkusselungen sowie durch eine extensive Nutzung erhalten werden, sofern sich die Bereiche nicht mehr im Sinne einer natürlichen Hochmoorentwicklung renaturieren lassen. Eine schonende Beweidung mit Heidschnucken wird inzwischen vielerorts durchgeführt.